# Antoine Cauvel de Beauvillé
Antoine Auguste Félix Cauvel de Beauvillé né le 30 septembre 1815 à Montdidier (Somme) et décédé le 1er juillet 1898, est un homme politique français.

## Biographie
Antoine Auguste Félix Cauvel de Beauvillé est le fils du baron Félix Cauvel de Beauvillé, magistrat, président de la Cour d'appel d'Amiens, conseiller général de la Somme, et d'Antoinette des Forges de Caulières.
Entré, lui aussi, dans la magistrature, il est nommé substitut à Montdidier en 1840, puis procureur à Doullens en 1844. Il passe substitut du procureur général près la Cour d'appel d'Amiens le 23 janvier 1848. Il est remplacé le 23 mars 1848, suite la chute de la monarchie de Juillet.
En 1860, il est maire de sa ville natale de Montdidier durant trois mois.
Conseiller général du canton de Rosières-en-Santerre de 1847 à 1880, il se présente aux élections législatives le 18 août 1867, dans la 4e circonscription de la Somme (Montdidier), où il brigue la succession de Édouard de Morgan, décédé.
Il est battu par le candidat du gouvernement, Auguste-Antoine de Fourment.
Le 8 février 1871, il est élu député de la Somme, siégeant jusqu'en 1876, à droite avec les monarchistes, inscrit au cercle Colbert et à la Réunion des réservoirs.
À la Chambre des députés, il se montre l'adversaire de la République :
- il soutient le ministère de Broglie, notamment le 16 mai 1874 ;
- vote le 30 janvier 1875 contre l’amendement Wallon et le 25 février de la même année contre les lois constitutionnelles de la IIIe République.

### Distinction
- chevalier de la Légion d'honneur

### Mariage et descendance
Il épouse à Beauvais le 21 mars 1854 Ernestine Danse (Beauvais, 8 octobre 1823 - Paris 8e, 13 août 1873), fille de Jean-Charles-Gabriel Danse, magistrat, conseiller général et député de l'Oise, et de Pauline Danse des Aulnois. Tous deux ont deux enfants :
- Félix Cauvel de Beauvillé (Paris 21 septembre 1858 - château de Dromesnil, 16 septembre 1935), marié en 1883 avec Thérèse Danzel d'Aumont (1862-1925), dont postérité ;
- Pauline Cauvel de Beauvillé (Paris, 23 juillet 1860 - château de Beaumanoir, Le Leslay, 27 juillet 1954), mariée en 1896 avec Henri  de Meherenc de Saint Pierre (1859-1937), dont postérité.

## Pour approfondir